# آرتور جان
آرتور جان (انگلیسی: Arthur John؛ ۱۸۹۸ – ۳۱ مارس ۱۹۷۲) مربی فوتبال اهل انگلستان بود.
از باشگاه‌هایی که در آن مربی‌گری کرده‌است می‌توان به باشگاه فوتبال بنفیکا و باشگاه فوتبال اسپورتینگ پرتغال اشاره کرد.